# Philippine Sports Stadium
Het Philippine Sports Stadium, ook wel Iglesia ni Cristo Stadium is een multifunctioneel stadion in Santa Maria, een stad in de Filipijnen.  Het stadion staat ook bekend als het New Era University Stadium.
Het stadion werd geopend op 21 juli 2014. In het stadion ligt een grasveld met daaromheen een atletiekbaan. Het stadion wordt vooral gebruikt voor voetbal-, rugby- en atletiekwedstrijden. De eerste (internationale) voetbalwedstrijd werd hier gespeeld op 15 april 2015. Dat ging om de wedstrijd tussen Global FC en Yadanarbon FC in de groepsfase van de AFC Cup 2015. Ook het nationale elftal van de Filipijnen speelt hier regelmatig een wedstrijd, de eerste in juni 20215 toen het hier een kwalificatiewedstrijd voor het wereldkampioenschap tegen Bahrein speelde. Er werd ook gespeeld op het Zuidoost-Aziatisch kampioenschap voetbal van 2016, vijf groepswedstrijden werden er in dit stadion afgewerkt.
In het stadion is plaats voor 20.000 toeschouwers. 